# Roger Gracie
Roger Gracie est un membre de la célèbre famille Gracie, ceinture noire de jiu-jitsu brésilien et un des plus grands compétiteurs de l'histoire que ce soit en jiu-jitsu ou en grappling. 
Il obtient sa ceinture noire en avril 2003.
Il est l'un des précurseurs du JJB en Europe et enseigne actuellement à la Roger Gracie Academy à Londres.

## Palmarès en compétition

### ADCC World Submission Wrestling Championships
ADCC 2005
- 88 – 98 kg: 1re Place
- Openweight: 1re Place

ADCC 2003
- 88 – 98 kg: 3e Place

### CBJJ World Championships
2006
- Black Belt -97 kg: 1re Place
- Black Belt Open Weight: 2e Place

2005
- Black Belt -97 kg: 1re Place
- Black Belt Open Weight: 2e Place

2004
- Black Belt -97 kg: 1re Place
- Black Belt Open Weight: 2e Place

2003
- Black Belt Open Weight: 2e Place

2002
- Brown Belt -91 kg: 1re Place
- Brown Belt Open Weight: 1re Place

2001
- Purple Belt -85 kg: 1re Place

2000
- Blue Belt -85 kg: 1re Place

### CBJJ Pan American Championships
2006
- Black Belt -97 kg: 2e Place
- Black Belt Open Weight: 1re Place

2002
- Brown Belt -91 kg: 1re Place
- Brown Belt Open Weight: 1re Place

2001
- Purple Belt -85 kg: 1re Place

2000
- Blue Belt -85 kg: 1re Place

1999
- Blue Belt -79 kg: 2e Place

### CBJJ Brazilian Championships
2001
- Brown Belt -91 kg: 1re Place

1999
- Blue Belt -79 kg: 1re Place

### CBJJ European Championships
2005
- Black Belt -97 kg: 1re Place
- Black Belt Open Weight: 1re Place